# Directori civil de Primo de Rivera

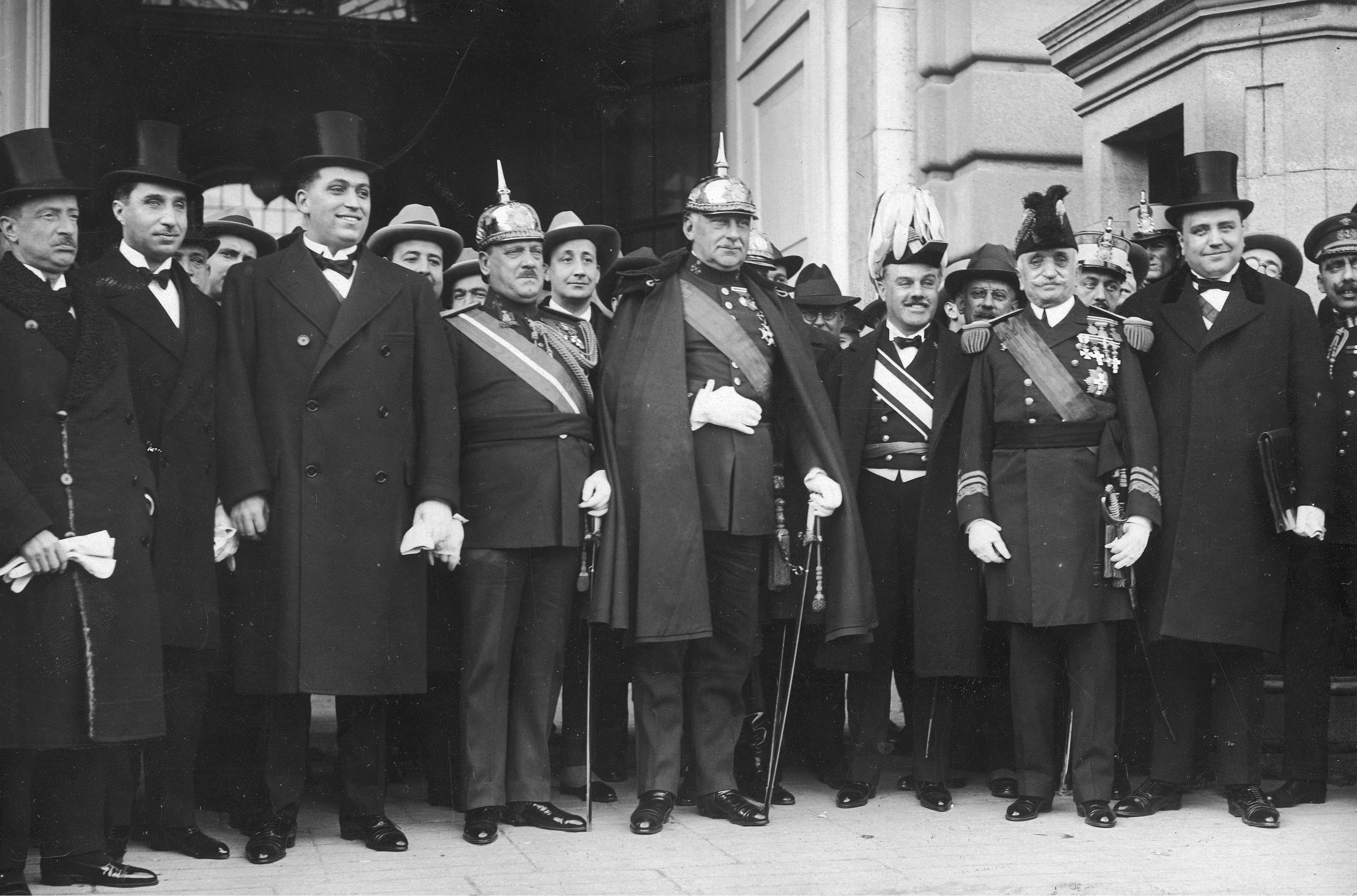
Membres del Directori Civil

El Directori civil constitueix el segon i últim període de la Dictadura de Primo de Rivera a Espanya. Es va dir així pel nom que va rebre el govern nomenat per Miguel Primo de Rivera el desembre de 1925 i que va substituir el Directori militar que havia ocupat el poder des del triomf del cop d'estat de Primo de Rivera el setembre de 1923. El propòsit del dictador era estabilitzar el seu règim "gràcies a la creació d'una base civil de suport". Però el projecte d'institucionalització va fracassar i Primo de Rivera va presentar la dimissió al rei Alfons XIII, que li havia retirat el seu suport, el gener de 1930, després de la dictadura es va instaurar la "Dictablanda" del general Dámaso Berenguer.

## El naixement del Directori civil
Segons Eduardo González Calleja, el gener de 1924, després de la dissolució definitiva del parlament el novembre de 1923, "es va descartar definitivament la idea d'una dictadura provisional de pocs mesos de durada". L'abril de 1925 Primo de Rivera ja pensava en la constitució d'un nou Govern quan es tanqués la qüestió marroquina.
Després del desembarcament d'Alhucemas Primo de Rivera va decidir de constituir el que es coneixeria com a Directori civil. Tal com ha assenyalat la historiadora Ángeles Barrio, "la popularitat que havia donat a Primo de Rivera l'èxit de la campanya d'Àfrica li permetia de fer un pas endavant en la continuïtat del règim, retornar l'exèrcit a les casernes i començar una fase civil del Directori. De fet, el mateix any, al 3 de desembre de 1925, Primo de Rivera va constituir el seu primer govern civil, en el qual (tot i ser de caràcter civil) els llocs clau –Presidència, ocupada ell mateix, Vicepresidència i Governació, per Severiano Martínez Anido, i Guerra per Juan O'Donnell, duc de Tetuan- es reservaven a militars. En el mateix acte de presentació del govern, per tal d'acabar amb les especulacions, cada cop més insistents en diversos sectors, sobre la necessitat d'una sortida constitucional, Primo de Rivera va fer pública la seva intenció de mantenir en suspens la Constitució i de no convocar eleccions".
L'objectiu fixat per Primo de Rivera al nou Directori civil era fer la transformació econòmica i la preparació de lleis mitjançant les quals, passat un temps prudencial, es restableixi una normalitat legal, que guiï i regeixi la futura vida política d'Espanya.
Amb el "Directori civil" Primo de Rivera va restablir el Consell de Ministres amb les carteres tradicionals i amb una composició mixta de civils i militars. Els civils pertanyien a la Unió Patriòtica, i entre ells destacaven "les figures ascendents de l'autoritarisme corporatiu: José Calvo Sotelo [un antic "maurista" que durant els dos anys anteriors havia ocupat la Direcció general d'Administració Local] a Hisenda, Eduardo Aunós a Treball i el comte de Guadalhorce a Foment". Un altre ministre destacat era el conservador José Yanguas Messía amb la cartera d'Estat. Tot i això, les decisions sobre els temes estrictament polítics Primo de Rivera només les va discutir amb el general Martínez Anido.
Segons Genoveva García Queipo de Llano, amb el nomenament del Directori civil Primo de Rivera, "proclamava la seva voluntat de romandre en el poder i no marcava cap camí clar per sortir del règim dictatorial".

## La fracassada institucionalització del règim

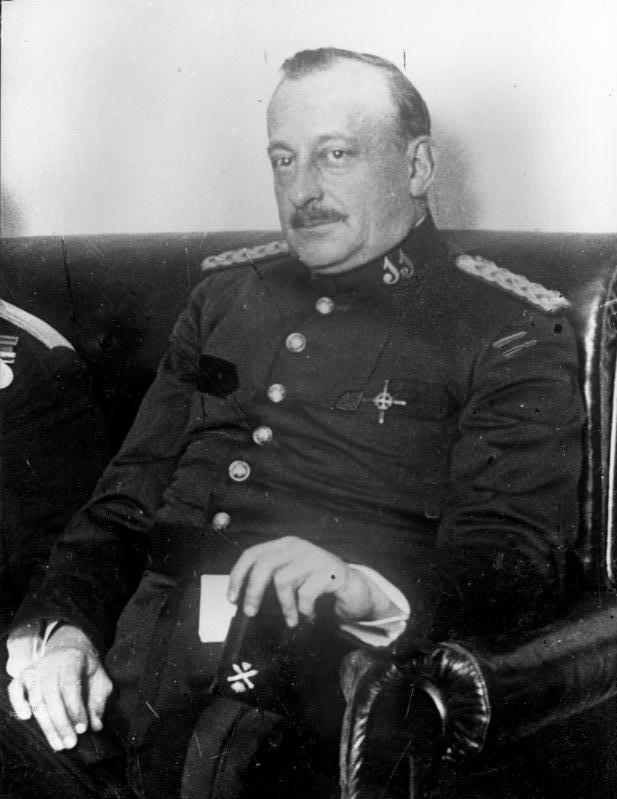
General Miguel Primo de Rivera.

El primer pas cap a la institucionalització del règim havia estat la fundació l'abril de 1924 del "partit únic" Unió Patriòtica i el segon la formació del "Directori civil". Els següents passos van ser l'establiment de l'Organització Corporativa Nacional i de l'Assemblea Nacional Consultiva encarregada d'elaborar un projecte de nova Constitució.
Segons Eduardo González Calleja, "la convocatòria de l'Assemblea Nacional Consultiva el setembre de 1927 i l'elaboració del projecte de Constitució van suposar la ruptura definitiva de la Dictadura amb el sistema parlamentari, que havia estat provisionalment suspès quatre anys abans. A partir de llavors, Unió Patriòtica (UP) va rebutjar els ideals de la Constitució de 1876, va optar per la implantació d'un sistema corporatiu i va accentuar el seu antipoliticisme, antiparlamentarisme, antirreligionalisme i centralisme".

### L'Organització Corporativa Nacional (OCN) i la col·laboració de la UGT
Segons l'historiador Eduardo González Calleja, la Dictadura va intentar seguir un camí intermedi entre el sindicalisme de lliure associació i el sindicalisme únic i obligatori dels totalitarismes. En aquesta línia Primo de Rivera es va proposar acabar amb els sindicats de classe per tal de substituir-los per "sindicats" que tinguessin sols funcions assistencials, d'educació i de disciplina dels mateixos associats i que actuessin com a intermediaris per triar els representants dels treballadors en els comitès paritaris de les corporacions dels diferents oficis i professions que volia crear. Primo de Rivera ho va expressar clarament pocs dies després del cop d'estat: «Associacions obreres, sí, per a finalitats de cultura, de protecció i de mutualisme i, fins i tot, de sana política, però no de resistència i pugna amb la producció».
La culminació d'aquest procés es va produir el novembre de 1926 amb la creació de l'Organització Corporativa Nacional, que tenia com a objectiu final, segons la historiadora Ángeles Barrio, garantir la pau social mitjançant una política d'intervenció al món del treball (ço que denomina com a "corporativisme social").
L'OCN constava d'un primer nivell format pels comitès paritaris; un segon nivell constituït per les Comissions Mixtes provincials i un de tercer, format pels consells de corporació de cada ofici, que constituïen l'òrgan superior. La representació de patrons i obrers era igual –paritària- a cada grau d'organització. La peça clau de l'OCN eren els Comitès Paritaris locals l'objectiu dels quals era «regular la vida de la professió o del grup de professionals que correspongui».
Primo de Rivera va oferir la representació de la classe obrera en l'OCN al sindicat socialista, la Unió General de Treballadors (UGT), això va causar una profunda divisió entre els partidaris de col·laborar amb la Dictadura, encapçalats per Francisco Largo Caballero, i els qui s'hi oposaven, liderats per Indalecio Prieto. Van guanyar els primers i la UGT es va incorporar a l'OCN justificant-se amb l'argument que l'organització no restringia el dret de vaga i que considerava democràtica la forma d'elecció dels representants obrers als Comitès Paritaris. A l'OCN el sindicat socialista va ocupar prop del 60 % de la representació obrera als Comitès Paritaris i un percentatge encara més grans als nivells d'organització superiors. No obstant això, l'increment dels afiliats d'UGT va ser només d'un 10 %, de 211.000 el 1924 a 235.000 el 1928 –el PSOE per la seva banda va passar de 8.000 afiliats el 1924 a uns 13.000 el 1929-.
El sistema de Comitès Paritaris va reduir considerablement la conflictivitat laboral, però durant els dos últims anys de la Dictadura, a mesura que empitjorava la situació econòmica, van tornar a aparèixer les vagues. La resposta del règim va ser la repressió, de la que no es va lliurar la UGT que va veure com el Govern clausurava 93 dels seus centres.
Per la seva banda, els patrons -i els Sindicats Lliures- a partir de 1928 van començar a criticar l'OCN perquè la consideraven "estatista" i "centralista". A darreries de l'any, les organitzacions empresarials s'hi van manifestar obertament en contra i van demanar la dissolució dels Comitès Paritaris o almenys en demanava la dissolució perquè es limitessin a les labors de conciliació i arbitratge, i deixessin de legislar sobre les relacions laborals i les condicions de treball. Així va ser com l'OCN va perdre "definitivament el suport de les classes conservadores, que van veure en el paternalisme primoriverista una amenaça directa als seus interessos", afirma Eduardo González Calleja.

### La Unió Patriòtica (UP)

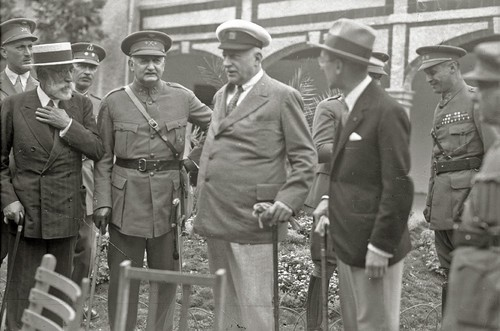
El general Miguel Primo de Rivera, al centre vestit de paisà amb gorra marinera, a Sant Sebastià en 1927.

A principis de juliol de 1926 es va celebrar a Madrid l'Assemblea Nacional d'Unions Patriòtiques en la qual es van aprovar els estatuts i es van triar els membres dels òrgans del partit, que des del seu naixement en 1924 encara no tenia una estructura que superés l'àmbit provincial. Primo de Rivera va ser ratificat com a Cap Nacional i va nomenar un Consell Directiu Nacional, i una Junta Directiva Nacional, "una imitació del Gran Consell Feixista" segons Eduardo González Calleja, que estava formada pel president, el vicepresident, el secretari general, els 50 caps provincials de la UP i 21 persones designades directament per Primo de Rivera. Però la veritat va ser que després de l'Assemblea aquest organisme només es va reunir una vegada, l'octubre de 1927. A escala provincial i local es reproduïa la mateixa estructura amb un Cap provincial o local, amb la seva Junta Assessora corresponent, de la qual triava la meitat dels membres, però realment els qui controlaven l'organització provincial de la UP eren els governadors civils que nomenaven el Cap provincial i els Caps locals.
Pocs mesos després, el febrer de 1927, Primo de Rivera va ordenar als governadors civils, que tenien un terç dels membres a la UP, que nomenessin a upetistes per als càrrecs dels ajuntaments i de les diputacions –l'octubre de 1928 es va establir que en constituïssin les quatre cinquenes parts-, la qual cosa va ser vista amb desconfiança per alguns dels membres més destacats del Directori civil com José Calvo Sotelo i Eduard Aunós. Aquest últim va denunciar que "una infinitat d'elements" dels partits turnistes desallotjats del poder "corrien a allistar-se a les hosts del vencedor, perquè l'única cosa que els interessava era estar sempre en auge".
Respecte al nombre d'afiliats se'n va aconseguir el màxim el juliol de 1927 amb 1.319.428 afiliats, segons les xifres oficials, i a partir d'aquesta data la xifra va descendir fins a situar-se a la fi de 1929 entre els 600.000 i els 700.000. Segons González Calleja, una dada reveladora de la "tèbia acollida que va tenir el projecte esperonador primoriverista entre la població espanyola" va ser el modest tiratge que va aconseguir el diari de la UP i del règim La Nació (50.000 exemplars el 1927).
La UP es va convertir en un simple instrument de propaganda del règim, sempre disposada a obeir les ordres del seu Cap Nacional –igual que a la multitudinària manifestació celebrada a Madrid el 13 de setembre de 1928 en el seu suport-. El febrer de 1929 Primo de Rivera la va convertir també en una organització parapolicial en defensa del règim atribuint-li funcions de recerca i informació en col·laboració amb el Sometent, de forma que ambdues organitzacions van constituir una mena de "lliga patriòtica". Amb el rebuig al projecte de Constitució presentat el juliol de 1929 la UP va organitzar una campanya per tot Espanya en la seva defensa, que incloïa atacs a la Constitució de 1876, i l'acte més destacat en va ser el gran míting celebrat al cinema Monumental de Madrid a mitjans del setembre de 1929.

### La mobilització i l'enquadrament de les masses

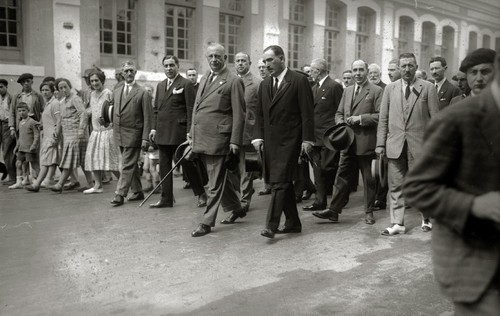
El general Miguel Primo de Rivera de paisà recorre els carrers de Errenteria en 1928

Com ha destacat Eduardo González Calleja, "la Dictadura va inaugurar a Espanya les pràctiques propagandístiques de masses pròpies de l'Europa d'entreguerres", que articulava ço que "va ser prop de ser el primer gran programa integral de nacionalització de masses de la història contemporània d'Espanya", ja que el règim "va comprendre des del primer moment que la manipulació o la canalització de les reivindicacions d'aquestes masses [que llavors entraven a la vida política] era una tasca fonamental de cara a la seva pròpia supervivència". Però aquesta mobilització va ser molt lluny d'adoptar els rituals de masses del feixisme perquè sempre hi van ser presents les institucions tradicionals com l'Església i l'Exèrcit i s'hi van exaltar els valors tradicionals, fonamentalment els religiosos, encara que no va ser-hi absent certa "obsessió semitotalitària", com la qualifica Eduardo González Calleja, "per la creació d'un home nou, laboriós, de vida impol·luta, cavallerós i sa, com la que el règim va pretendre de forjar mitjançant la pedagogia desplegada a la caserna, l'església o l'escola, o amb el seu programa d'educació cívica i premilitar". D'altra banda, segons el mateix historiador, "no cal menysprear la influència que aquest conat de mobilització patriòtica va exercir sobre els rituals nacionalistes que, amb aroma d'encens i caserna, va elaborar la dictadura franquista menys d'una dècada després".
La mobilització de les masses va adoptar la fórmula de grans manifestacions "patriòtiques" d'adhesió o defensa del dictador organitzades per la Unió Patriòtica (UP) en col·laboració amb l'aparell de l'Estat, com la concentració a Madrid de dirigents provincials de la UP i d'alcaldes de tot el país que es va organitzar el 1924 com a resposta a la publicació de Vicent Blasco Ibáñez del seu llibre de denúncia a la Dictadura i la Monarquia que pren per títol Alfonso XIII desemmascarat, i on hi va haver el lliurament a Primo de Rivera d'un àlbum amb més de tres milions i mig de signatures d'adhesió i de la distribució de mig milió de medalles d'homenatge al rei.
Probablement, la manifestació "patriòtica" més important va ser la del dia 13 de setembre de 1928, el cinquè aniversari del cop d'estat que va portar a Primo de Rivera al poder. El dictador va comunicar en una circular dirigida a les Unions Patriòtiques que el fi de la gran manifestació de Madrid era «demostrar què és la UP, i que es comparés el vergonyós quadre del vell règim amb l'actual, tan satisfactori en tants àmbits». Va estar precedida de desfilades davant dels Ajuntaments el 8 de setembre i de manifestacions a les capitals de província l'endemà, «a les quals han de concórrer representants de tots els comitès locals, precedits o seguits d'un acte d'afirmació patriòtica», a més de la celebració de diversos actes culturals, folklòrics i propagandístics «d'admiració, gratitud i entusiasta adhesió al Salvador d'Espanya». El dia 13 de setembre al matí van desfilar per ordre alfabètic grups representatius de les províncies amb els seus vestits típics i acompanyats de bandes de música —inclòs un grup de 46 genets andalusos amb «xiques precioses muntades a la gropa»— davant de la tribuna situada al recent inaugurat edifici del Ministeri d'Instrucció Pública del carrer d'Alcalá de Madrid, i que estava presidida per Primo de Rivera, acompanyat dels ambaixadors d'Itàlia i de Portugal. Després va fer-se una gran concentració a la Plaça d'Orient sobrevolada per aeroplans i a la qual hi van assistir unes 100.000 persones i a la tarda es va celebrar una correguda de toros en l'acabada de construir Plaça Monumental.

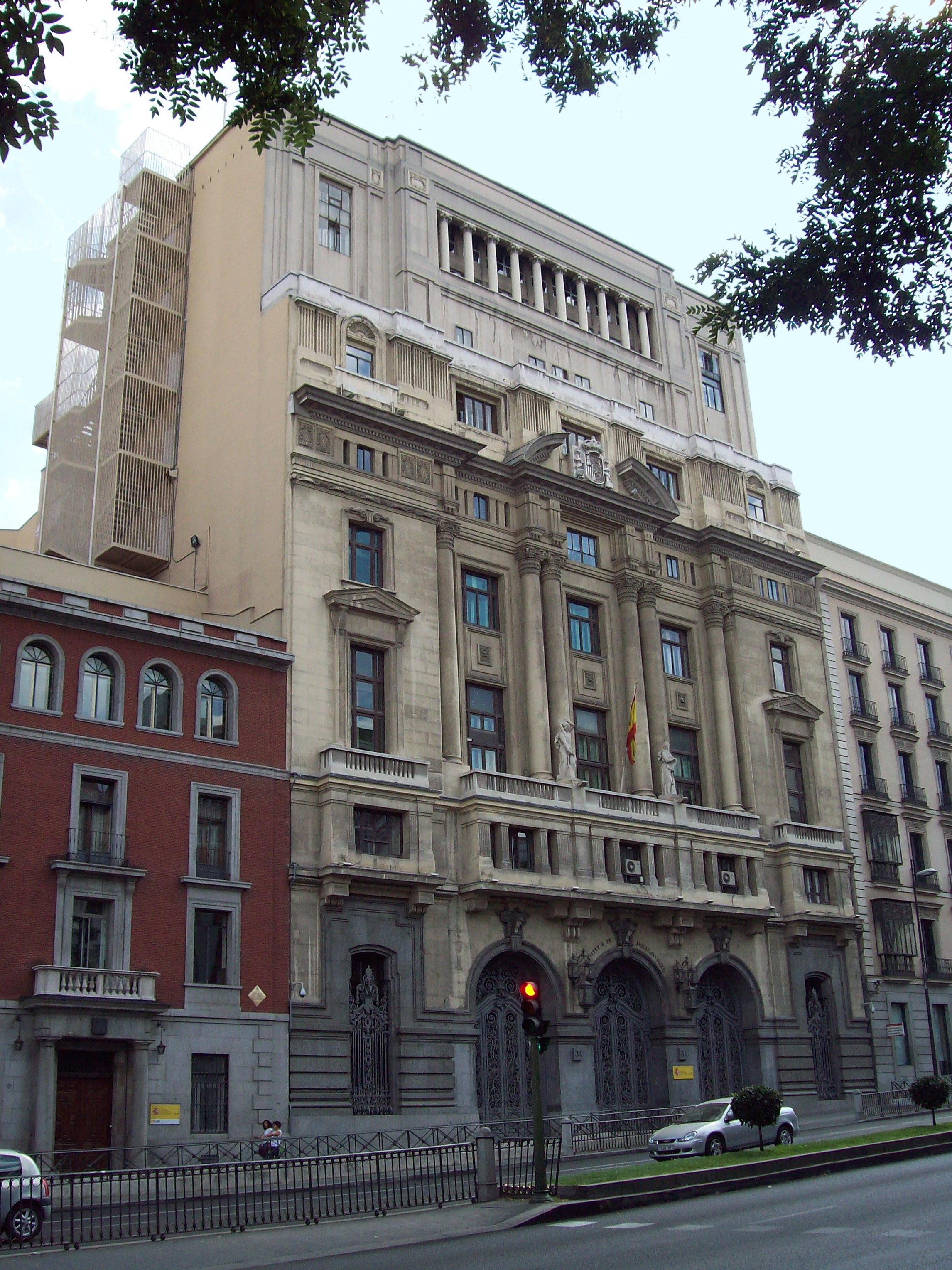
Façana de l'edifici del Ministeri d'Instrucció Pública i Belles arts d'Espanya, acabat d'inaugurar, on es va instal·lar la tribuna que va presidir la manifestació "patriòtica" del 13 de setembre de 1928.

Un altre dels instruments utilitzats per a l'adoctrinament de les masses van ser les cerimònies "patriòtiques" organitzades pels delegats del govern, tots ells militars, en ocasió de "la Festa de la Raça, l'homenatge a les tropes d'Àfrica, el jurament de la bandera dels reclutes, la benedicció de la bandera del Sometent o la Festa de l'Arbre" i les conferències "patriòtiques", que també organitzaven els delegats governatius, en les quals es van promoure "les virtuts i tradicions de la raça hispana, el deure de defensar la pàtria, la veneració del Cap de l'Estat, el respecte a l'autoritat, l'amor a la natura i l'obligació de pagar impostos", afirma Eduardo González Calleja. Aquestes conferències es van instituir oficialment el gener de 1926 i havien de fer-se el diumenge –com els posteriors raduni domenicali dels feixistes italians- a les sales capitulars dels ajuntaments, amb, entre d'altres, la finalitat de «sembrar idees morals i patriòtiques en les humils intel·ligències» dels camperols. Per a l'adoctrinament dels nens a les escoles es va editar el Catecisme del Ciutadà, escrit pel capità Teodoro de Iradier, fundador dels Exploradors d'Espanya, que pretenia complementar el millorament de la raça amb «l'educació patriòtica i pràctica de la nostra joventut, una educació que transformi els seus hàbits i costums, una educació que doni a les noves generacions energies morals i físiques, adquirides en un grau tan alt, que en faci d'ells els regeneradors futurs de la nostra Pàtria». El llibre va ser enviat a totes les escoles acompanyat de la Cartilla de Gimnàstica.
Per a l'adoctrinament militar dels joves abans de fer el servei militar es va crear el gener de 1929 el Servei Nacional d'Educació Física, Ciutadana i Premilitar (SNEFCP). La seva finalitat última, segons Eduardo González Calleja, era "militaritzar a la societat civil" i crear un "nou ciutadà" que es regís pels valors militars. Un altre dels seus objectius era «millorar la raça». El SNEFCP va ser encarregat de «l'ensenyament dels deures ciutadans i la instrucció premilitar i gimnàstica dels joves» a partir dels 19 anys. El Servei s'organitzaria per partits judicials i al seu capdavant es nomenaria un comandant de l'Exèrcit, auxiliat per un sergent, que estaria encarregat de dirigir els programes d'instrucció premilitar i d'educació i de fer conferències patriòtiques sobre temes polítics.
L'educació física, a càrrec del sergent auxiliar, es realitzaria d'acord amb el Reglament de Gimnàstica de l'Exèrcit, complementada amb la pràctica de jocs i esports. La formació militar se centraria en l'aprofitament del terreny per al combat i la pràctica de tir a curta distància —els que superessin les proves d'aptitud gaudirien de certs privilegis quan complissin el servei militar obligatori. Respecte a "l'educació moral", el seu objectiu era desenvolupar en els joves «l'exaltació de l'amor a la pàtria» i «tot allò que els faci sentir orgullosos de ser espanyols».
Els governs civils i els ajuntaments van rebre instruccions perquè facilitessin locals, camps de tir i gimnasos al SNEFCP i perquè en fessin propaganda. Però molts alcaldes van respondre que els mancaven fons per atendre la petició, i la Dictadura es va veure obligada a canviar el projecte inicial. Els caps militars van passar a ser "inspectors" dels mestres que van ser els encarregats d'impartir l'educació física i l'educació premilitar. Les activitats del SNEFCP van cessar el gener de 1931, un any després de la caiguda de la Dictadura de Primo de Rivera, i la Segona República Espanyola la va suprimir.

### L'Assemblea Nacional Consultiva (ANC)
El 4 de setembre de 1926 la direcció de la Unió Patriòtica va fer públic un comunicat en el qual sol·licitava que es realitzés un plebiscit coincidint amb «el tercer aniversari del gloriós cop d'estat» en el qual es donés una oportunitat «perquè l'opinió pública expressi si és convenient l'organització d'una Assemblea Suprema Nacional que cooperi amb la governació de l'Estat».
La consulta es va celebrar entre els dies 11 i 13 de setembre sense cap garantia, ja que les taules estaven envoltades pels membres de la Unió Patriòtica i els homes i dones majors de 18 anys que hi van participar no votaven, sinó que signaven unes actes en suport del Dictador. Hi va participar una mica més de la meitat del cens (7.478.502 sobre 13.110.897).
El mateix dia 13 de setembre de 1926 Primo de Rivera va fer públic un manifest en el qual va parlar de l'establiment d'un parlament amb la principal missió de «preparar i presentar gradualment al Govern, amb un termini de tres anys, i amb caràcter d'avantprojecte, una legislació general i completa que a la seva hora hauria de sotmetre's a un sincer contrast de l'opinió pública, i en la part que procedeixi, a la real sanció». De la legislació general en va destacar un «projecte de lleis constituents».
Segons Genoveva García Queipo de Llano, amb el plebiscit informal Primo de Rivera pretenia demostrar que comptava amb el suport popular i pressionar d'aquesta forma el rei perquè acceptés la seva proposta de convocar una Assemblea Consultiva, no escollida. Durant un any Alfons XIII es va resistir, però el setembre de 1927, va signar la convocatòria de l'Assemblea Nacional Consultiva.
Al Reial decret llei de 12 de setembre de 1927 es deia que "no ha de ser un Parlament, no legislarà, no compartirà sobiranies", sinó un "òrgan d'informació, controvèrsia i assessorament de caràcter general que col·laborarà amb el Govern". Era "una assemblea corporativa, completament dependent del poder executiu", "amb membres triats pels ajuntaments, les diputacions provincials, les unions patriòtiques, els òrgans de l'Estat i representants destacats de l'Administració, l'exèrcit, la justícia o l'Església al costat d'altres representants del treball, el comerç, la cultura, les arts i altres activitats, i pretenia ser l'expressió d'un model tripartit de representació —Administració, Societat i Partit— que tenia les seves arrels en el corporativisme clàssic i en el corporativisme feixista italià".
La negativa dels socialistes a participar en l'Assemblea va suposar un revés per al projecte de Primo de Rivera. Tampoc les Universitats, cada cop més enfrontades amb el règim, hi van enviar representants.
Segons Eduardo González Calleja, amb la constitució de l'ANC es "destruïa la imatge de la Dictadura com a règim provisional, i s'obria el camí a la constitució d'un règim autoritari, que passava de ser un estat d'excepció conjuntural a convertir-se en una empresa conscient encarregada de l'eliminació del règim liberal-parlamentari".
El reglament intern garantia un ferri control de l'Assemblea per part del govern, ja que era aquest el que mitjançant la Taula de l'Assemblea fixava l'ordre del dia de les comissions i els assignava els temes de debat. Quan una comissió acordava un dictamen el president de l'Assemblea ho remetia al govern, que decidia si procedia la seva discussió en el Ple, les sessions del qual estaven limitades a quatre al mes, i si procedia que s'hi votés —malgrat això s'hi van tractar certs temes rellevants com el projecte de nou Codi Penal o la reforma dels estudis universitaris. A més l'Assemblea no va exercir la funció de control del govern, i les poques crítiques que s'hi van produir no van transcendir a l'opinió pública perquè ho va impedir l'estricta censura de premsa de les ressenyes parlamentàries.

### El projecte de Constitució de 1929
Als debats de la Secció Primera encarregada d'elaborar l'avantprojecte de Constitució, ben aviat s'hi va evidenciar una clara divisió entre els qui, com Juan de la Cierva, defensaven el manteniment d'una part de la Constitució de 1876 i els dretans radicals que, com Ramiro de Maeztu, entenien que la reforma constitucional havia d'estendre's també a la matèria d'aquells drets, i, per tant, s'havia de procedir a la seva retallada, per això defensaven l'elaboració d'una Constitució completament nova. Entre els partidaris d'aquesta segona opció hi havia José María Pemán, considerat un dels principals ideòlegs de la Dictadura, i els mauristes, encapçalats per Gabriel Maura Gamazo i per Antonio Goicoechea.
Primo de Rivera també es va mostrar partidari de l'elaboració d'una nova Constitució —sense tenir en compte la Constitució de 1876— que hauria de basar-se en un principi pres del feixisme, la «sobirania de l'Estat», oposat al principi lliberal de sobirania nacional i al lliberal-conservador de sobirania compartida entre el rei i les Corts. De la mateixa manera presentava l'Exèrcit com a «braç de l'Estat», per la qual cosa el situava per sobre de les Corts, d'una sola Càmera i escollides per sufragi corporatiu. La Unió Patriòtica seria el partit únic del nou règim.
A la Secció Primera s'hi va imposar la posició dels mauristes, amb el suport de Primo de Rivera, i s'hi va elaborar un avantprojecte de Constitució completament nova. El projecte definitiu es va fer públic el 5 de juliol de 1929.
El prestigiós jurista Mariano Gómez ho va qualificar de carta atorgada i va destacar que trencava completament amb la història del constitucionalisme espanyol. Els conservadors, els liberals, els republicans i els socialistes ho van rebutjar totalment i també va suscitar crítiques al si de l'Assemblea Nacional Consultiva.
Realment el projecte no va satisfer a ningú, ni tan sols a Primo de Rivera, a causa dels amples poders que s'havien concedit al Consell del Regne i, sobretot, al Rei, a costa del Govern i del seu president. El 13 de setembre de 1929, el sisè aniversari del cop d'estat, Primo de Rivera va fer públiques les seves reserves sobre el projecte de Constitució, i en va destacar el seu «desequilibri de poders» a favor de la Corona.
Així pocs mesos després de la seva presentació, l'avantprojecte es trobava completament estancat, per aquest motiu el debat polític es va centrar en l'obertura d'un veritable "període constituent". Com ha assenyalat Genoveva García Queipo de Llano, "ço que va acabar arruïnant la Dictadura com a fórmula política va ser la seva pròpia incapacitat de trobar una fórmula institucional diferent de la del passat". Un punt de vista compartit per Eduardo González Calleja: "El ràpid fracàs de l'avantprojecte va deixar al Govern en un atzucac. Això, unit a l'acumulació de problemes polítics i a la crisi financera, va precipitar el daltabaix del règim".

## Les polítiques aplicades pel Directori civil

### La política educativa
El Directori civil va continuar amb la política educativa iniciada pel Directori militar que, seguint els principis "regeneracionistes" tenia dos objectius: reduir l'elevada taxa d'analfabetisme i "nacionalitzar l'escola". Pel que fa al primer objectiu, l'èxit de la Dictadura va ser innegable, ja que la taxa d'analfabetisme es va reduir deu punts, del 52,35 % el 1920 al 42,33 % el 1930. Això va ser possible gràcies a l'increment del pressupost del Ministeri Instrucció Pública —que entre 1924 i 1930 es va situar al 5,74 % dels pressupostos generals de l'Estat, tot i que encara era lluny de l'11,93 % assignat al Ministeri de Guerra o del 8,38 % del corresponent a les despeses al Marroc— que va permetre la construcció de 8.000 noves escoles que van acollir 300.000 nous alumnes, i augmentar la plantilla de mestres de primària que va passar de 28.924 el 1923 a 34.680 el 1930, malgrat que els seus salaris van seguir sent molt baixos (entre les 2.500 i les 3.000 pessetes anuals).
Quant al segon objectiu, "nacionalitzar l'escola", es van publicar decrets i ordres que asseguraven l'ensenyament del castellà i en castellà i de la religió catòlica. L'11 de juny de 1926 a un Reial decret es va tornar a insistir que «els mestres que prescriguin, abandonin o entorpeixin l'ensenyament a les seves escoles de l'idioma oficial en aquelles regions en què conservin una altra llengua nativa, seran sotmesos a expedient, de forma que se'ls pogués imposar una suspensió de treball i sou d'un a tres mesos»". Si reincidien podrien ser traslladats a «una altra província on només es parli la llengua oficial» i les escoles, públiques o privades, podrien «ser clausurades temporalment o definitivament». D'altra banda, el 1927 es va establir l'obligatorietat de l'assistència a missa per a mestres i alumnes.
Pel que respecta a l'ensenyament secundari la Dictadura va seguir deixant-lo en mans dels col·legis religiosos i no va emprendre cap pla de construcció d'instituts públics. L'agost de 1926 el ministre d'Instrucció Pública, el catòlic Eduardo Callejo de la Costa, va encaminar la reforma del Batxillerat, amb les principals novetats d'un major pes de l'educació tècnica-científica i de l'assignatura d'Història d'Espanya i l'ensenyament obligatori de la Religió. El nombre d'alumnes es va incrementar en un 20 %, a causa de la millora econòmica de les famílies de classe mitjana.
El nombre d'alumnes universitaris va experimentar un creixement espectacular, ja que es va duplicar entre 1923 i 1930, va passar de 27.000 alumnes a gairebé 60.000, un terç dels quals cursaven estudis a la Universitat Central de Madrid —on al juny de 1929 van començar els treballs de la nova Ciutat Universitària. En 19 de maig de 1928 la Gaseta de Madrid va publicar el reial decret llei amb el qual es reformaven els Estudis Universitaris. La "reforma Callejo" incloïa un article, el 53, que reconeixia els títols expedits pels dos centres d'estudis superiors privats existents llavors a Espanya, tots dos propietat de l'Església —els Agustins de l'Escorial i els Jesuïtes de Deusto—, i que va provocar una onada de protestes dels estudiants universitaris, que no es va aplacar quan Primo de Rivera va derogar l'article, sinó que va continuar fins a la caiguda de la Dictadura, el gener de 1930, i de la Monarquia, l'abril de 1931.

### La política religiosa
La política de la Dictadura va ser potenciar la tutela moral de l'Església catòlica sobre la societat, motiu pel qual va recolzar a les autodenominades Lliga contra la Immoralitat i Lliga Nacional per la Defensa del Clergat. A mitjan 1927 es van establir Juntes Ciutadanes que entre altres funcions havien de desenvolupar campanyes de moralització dirigides a la repressió de la blasfèmia, l'alcoholisme i la prostitució, així com al foment del descans dominical. Com ha destacat Eduardo González Calleja, "la prohibició d'algunes celebracions del Carnestoltes, la recollida de publicacions antireligioses, les circulars contra la profanació dels dies festius i la immoralitat dels costums van crear un ambient de puritanisme hipòcrita, on el bon ciutadà patriòtic, catòlic i intransigentment moralista defensava una versió pedant del catolicisme, temorosa del canvi social, retrògrada i conformista", i això va constituir, tal com ha assenyalat Shlomo Ben Ami, un antecedent del nacionalcatolicisme de la dictadura franquista. "L'estigma del col·laboracionisme amb la Dictadura va tenir funestes conseqüències per a l'Església durant el procés de canvi de règim".
L'únic conflicte que va tenir Primo de Rivera amb l'Església catòlica va ser l'oposició dels bisbes catalans, encapçalats per l'arquebisbe de Tarragona, Francesc Vidal i Barraquer, i pel bisbe de Barcelona Josep Miralles, a ordenar als rectors que prediquessin en castellà. Així, la decisió de Primo de Rivera "de suprimir l'ocupació de la llengua catalana, fins i tot en la litúrgia, aviat va convertir al clergat català —com havia de succeir amb el clergat basc i l'Església catalana sota el franquisme— en el campió de les llibertats regionals i de l'autonomia cultural.

### La política exterior

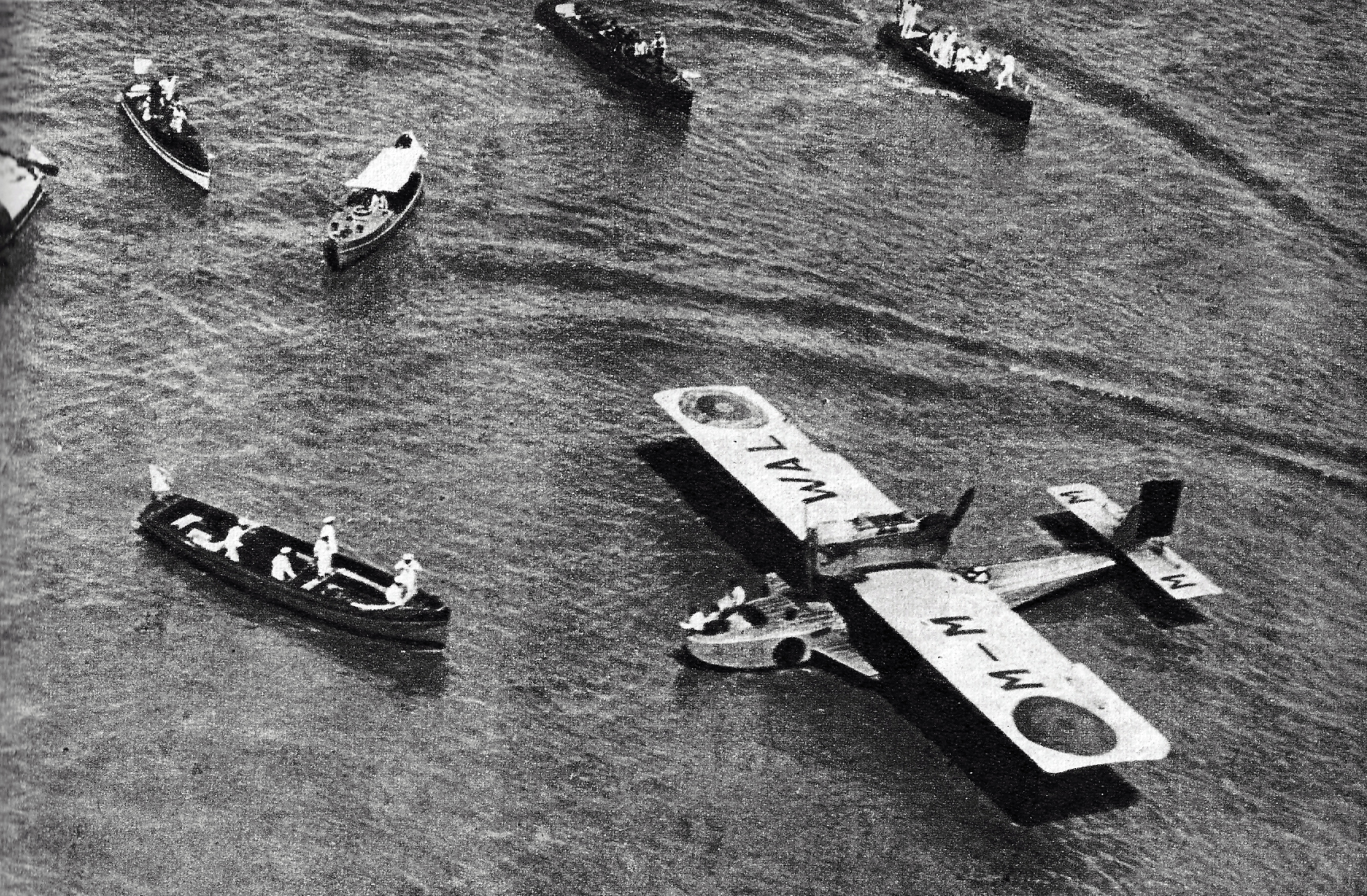
Amaratge del Plus ultra al Riu de la Plata, davant de Buenos Aires (gener de 1926)

L'èxit a la pacificació del Marroc després del desembarcament d'Espígols va impulsar una política exterior més "agressiva". Primo de Rivera va exigir que Espanya tingués un lloc permanent al Consell de la Societat de Nacions i que el Tànger, ciutat marroquina que comptava amb una important comunitat espanyola o d'origen espanyol, s'integrés al Protectorat espanyol del Marroc. Aquesta segona iniciativa va comptar amb el suport inicial de Mussolini, això va aixecar les suspicàcies de França i de Gran Bretanya, garants juntament amb Espanya, de l'estatut internacional de Tànger, i, d'altra banda, va propiciar l'acostament entre la Itàlia feixista i l'Espanya primoriverista que es va plasmar en la signatura el 7 d'agost de 1926 d'un tractat d'amistat entre els dos països.
Des de la seva fundació Espanya havia estat membre del Consell de la Societat de Nacions (SdN) en ser triada per l'Assemblea cada vegada que calia renovar als membres no permanents, per aquest motiu la reivindicació d'un lloc permanent era més aviat una qüestió de prestigi. El 2 de març de 1926 Primo de Rivera va enviar a Ginebra José Yanguas Messía perquè expliqués davant l'Assemblea de la SdN les raons de l'aspiració espanyola, però no va aconseguir el seu objectiu. Llavors per forçar a la SdN a acceptar la proposta Primo de Rivera va reobrir la qüestió del Tànger i el 25 d'agost de 1926 va sol·licitar la seva incorporació al Protectorat espanyol del Marroc. L'oferta que li van fer França i Gran Bretanya va ser la de convertir a Espanya en membre permanent de facto del Consell en virtut del compromís que en seria reelegida indefinidament per als llocs no permanents. Però Primo de Rivera va rebutjar l'oferiment i va amenaçar d'abandonar la SdN, ja que el 4 de setembre Alemanya, la gran derrotada en la Gran Guerra, sí que havia estat admesa com a membre permanent del Consell. No obstant això, el dictador no va complir la seva amenaça i el març de 1928 Espanya va retornar a les seves activitats a la SdN, i va ser reelegida per al Consell per tres anys més el 10 de setembre de 1929. L'única cosa que va aconseguir Primo de Rivera va ser que el Consell de la Societat de Nacions es reunís a Madrid el 6 de juny de 1929, i que Espanya participés en l'administració del Tànger —se li va assignar el nomenament del cap de policia—, però el seu estatut d'internacionalitat es va mantenir.

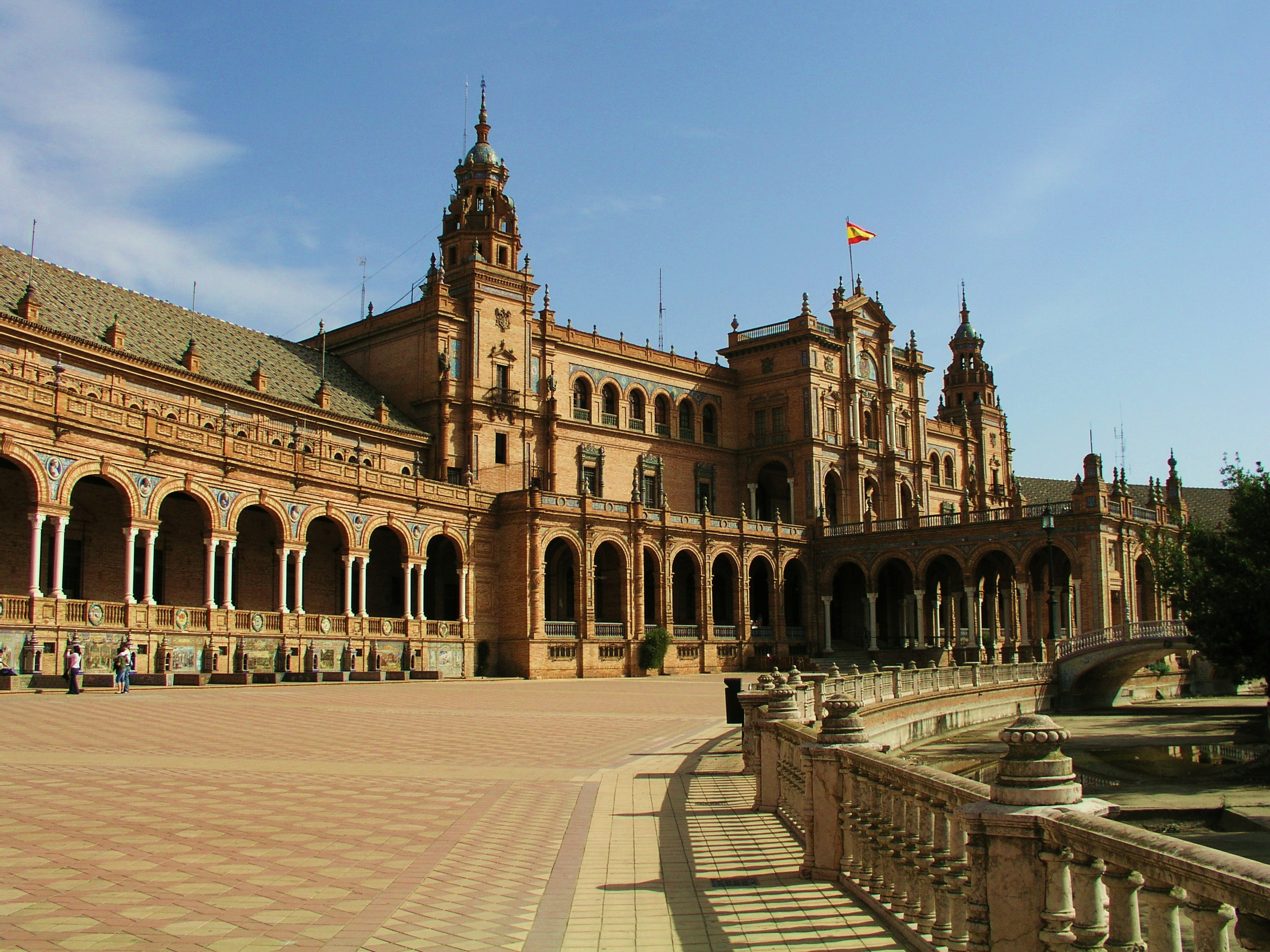
Plaça d'Espanya de l'Exposició Iberoamericana de Sevilla de 1929.

Aquests fracassos van portar a Primo de Rivera a reorientar la seva política exterior cap a Portugal —una relació que es va veure afavorida pel triomf el 1926 d'un cop d'estat militar que hi va instaurar un règim similar al de la dictadura primoriverista— i cap a Hispanoamèrica, un terme que va començar a consolidar-se llavors. Així la Dictadura va patrocinar el viatge del Plus ultra, un hidroavió pilotat pel comandant Ramón Franco que va sortir de Palos de la Frontera el 22 de gener de 1926 i que va arribar a Buenos Aires l'endemà passat, després d'haver fet escala a les illes Canàries i a les de Cap Verd. Un objectiu similar —enfortir els llaços entre la "mare pàtria" i les repúbliques americanes— va tenir l'Exposició Iberoamericana de Sevilla inaugurada el 9 de maig de 1929. Altres exemples d'aquesta política panhispanista van ser la inauguració del Monument a Cervantes de la plaça d'Espanya de Madrid o la restauració del mausoleu dels Reis Catòlics a la Capella Real de Granada.
La intenció de millorar les relacions amb les repúbliques americanes que van ser antigues colònies espanyoles ja havia estat manifestada per Primo de Rivera poc després del cop d'estat, quan el 12 d'octubre de 1923 va declarar el seu compromís «d'augmentar i consolidar els corrents d'amor entre Espanya i Amèrica» i que aquest estaria basat en «considerar els americans com a germans nostres, aspirant al fet que ells ens concedeixin a nosaltres el mateix títol». Segons Eduardo González Calleja, "en la pràctica, Primo de Rivera es va identificar amb el corrent conservador del hispanoamericanisme vinculat al regeneracionisme finisecular: el panhispanisme conservador que mantenia el catolicisme com a essència bàsica de les relacions hispano-americanes, de manera que es va donar prioritat a les relacions espirituals i culturals sobre les econòmiques i les polítiques".
González Calleja conclou: "Realment, l'acostament al subcontinent americà tenia per a la Dictadura la doble funció de consolar l'opinió pública de les decepcions del Marroc i desviar l'atenció d'una premsa emmordassada".

### La política econòmica

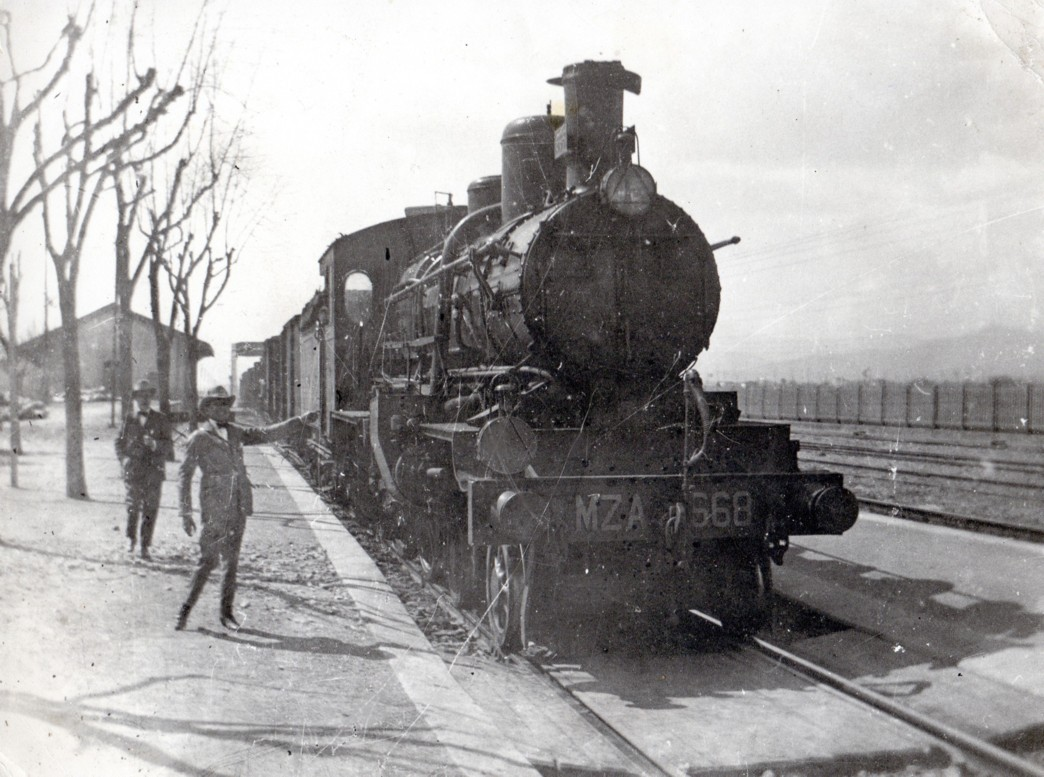
Locomotora de la MSA, una de les més potents del seu temps. L'ampliació i modernització de la Xarxa de Comunicacions espanyola va ser una de les principals obres de la Dictadura primorriverista.

La Dictadura va centrar la seva propaganda en el desenvolupament econòmic, però la veritat és que amb el notable creixement econòmic que es va produir en aquests anys hi va tenir molt a veure la favorable conjuntura internacional (els "Feliços Anys Vint"). La seva política econòmica es va basar en una major intervenció de l'Estat, a través d'organismes com el Consell d'Economia Nacional creat el 1924 (sense el permís de la qual no es podia, per exemple, instal·lar cap indústria nova), i en el proteccionisme de la "producció nacional". Dos mèrits importants d'aquesta política van ser la creació el juny de 1927 de CAMPSA, la Companyia Arrendatària del Monopoli de Petrolis, i de la Companyia Telefònica Nacional d'Espanya, amb capital majoritari de la ITT nord-americana. Però on més es va palesar més la política econòmica intervencionista de la Dictadura va ser a les obres públiques, des de les obres hidràuliques —que per al seu aprofitament integral (energètic, de regs i de transport) es van crear les Confederacions Hidrogràfiques— a les carreteres (el 1926 es va fundar el Circuito Nacional de Firmes Especiales que va realitzar uns 7.000 quilòmetres de carreteres) i els ferrocarrils. També es va portar l'electricitat al món rural. Realment, segons Ángeles Barrio, "nacionalisme econòmic a ultrança, intervencionisme i por a la competència eren màximes tradicionals de la política econòmica a Espanya, i Primo de Rivera només va fer que es desenvolupessin i que aconseguissin durant els anys de la dictadura la seva màxima expressió".

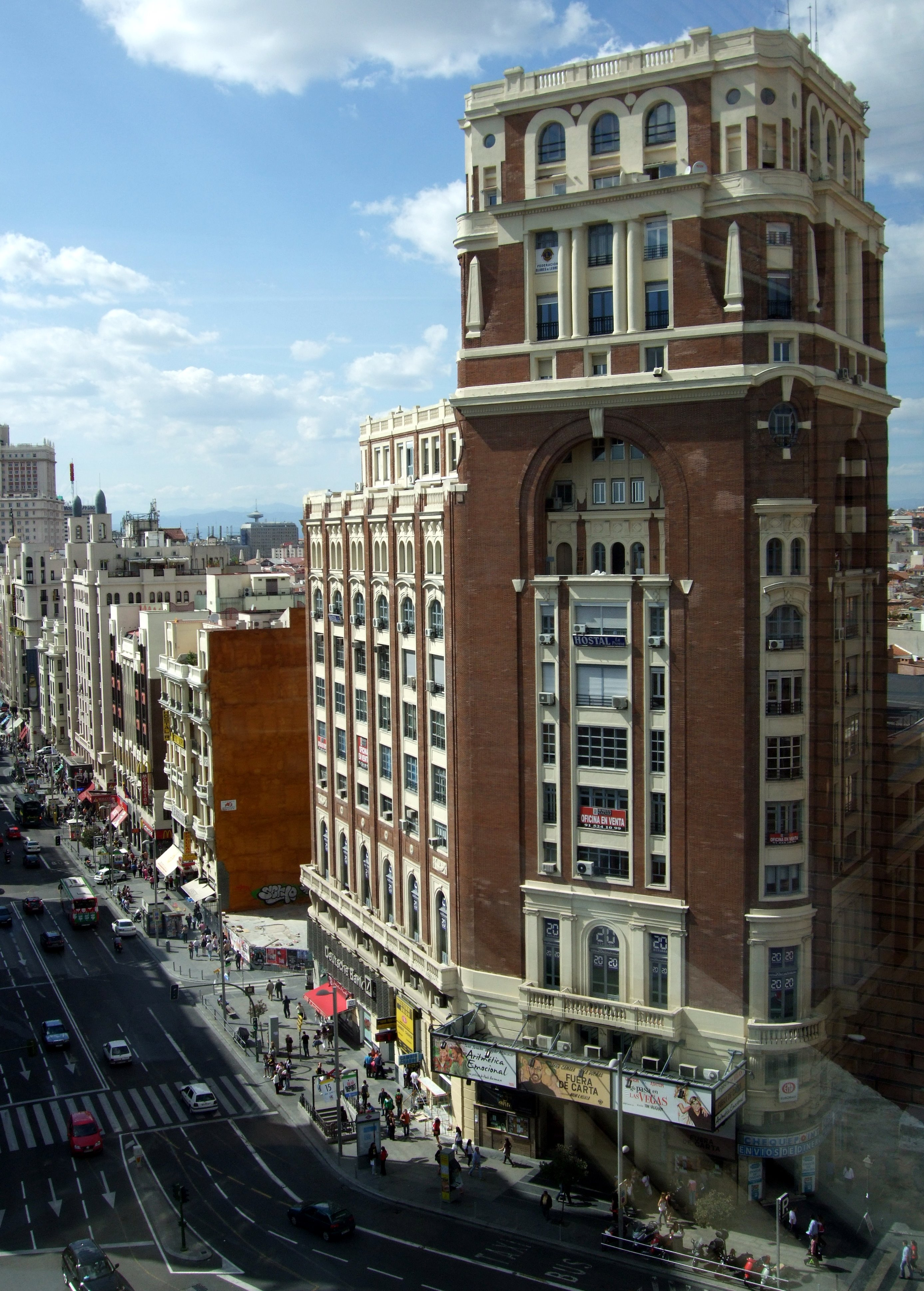
Edifici del Palau de la Premsa a la Gran Via de Madrid, inaugurat el 1929

Per finançar el considerable augment de la despesa pública que va suposar la política econòmica intervencionista de la dictadura, no es va iniciar cap mena de reforma fiscal que incrementés els ingressos, per això es va haver de recórrer a l'emissió de Deute, ço que va produir un fort endeutament exterior i interior, posant en risc l'estabilitat de la pesseta.
Un dels punts clau de la propaganda de la Dictadura va ser que havia aconseguit restablir el valor de la pesseta –la "depreciació de la moneda" havia estat una de les raons adduïdes per justificar el cop d'estat-. Quan va arribar al poder Primer de Rivera el canvi del dòlar era de 7,50 pessetes i en els anys següents la moneda espanyola es va revalorar tant respecte al dòlar com a la lliura esterlina. El 1927 el canvi del dòlar era de 5,18 pessetes. El problema era que la revaloració de la pesseta era en gran manera artificial, ja que era deguda fonamentalment als moviments especulatius de capital estranger atrets pels alts tipus d'interès i per les perspectives alcistes de la moneda. Això, d'altra banda, va alertar als sectors exportadors que, encapçalats pels industrials catalans, van protestar perquè l'alça de la pesseta dificultava les vendes a l'exterior. Francesc Cambó va acusar el govern d'estar fomentant l'especulació sobre la moneda.
El 1928 el moviment especulatiu va canviar de signe –el capital estranger va començar a abandonar el país- i es va iniciar una depreciació progressiva de la pesseta, alimentada pels dubtes sobre la continuïtat del règim i per l'elevat dèficit pressupostari de l'Estat, que el 1928 superava els 1.000 milions de pessetes –el programa d'obres públiques que havia estat un altre dels èxits que havia destacat la propaganda de la Dictadura s'estava finançant amb l'emissió de deute públic, ja que els ingressos de l'Estat no havien augmentat perquè no s'havia implantat cap classe de reforma fiscal-. La resposta del ministre d'Hisenda José Calvo Sotelo a la devaluació va ser establir el juny de 1928 el Comitè d'Intervenció dels Canvis (CIC) que comptava amb un fons de 500 milions de pessetes per a, mitjançant un sindicat bancari, intervenir al mercat de Londres per sostenir la paritat de la pesseta. Però aviat es va comprovar que la mesura era insuficient –Calvo Sotelo va arribar a culpar als "enemics" del règim de la pèrdua de valor de la pesseta-. La següent es va acordar el desembre de 1928 -la pujada de mig punt en els tipus d'interès- que no va donar cap resultat, com tampoc no en va donar l'intent de restringir les importacions per reduir el dèficit de la balança comercial.
L'octubre de 1929 es va suspendre la política d'intervenció de canvis. Els 500 milions de pessetes del CIC s'havien gastat i no havien servit per a res perquè havia continuat la caiguda de la paritat de la pesseta respecte al dòlar i la lliura. Al mes següent es va decidir acabar amb un dels problemes de fons, l'elevat dèficit fiscal, i es va posar fi al Pressupost Extraordinari, l'artifici comptable que havia ideat Calvo Sotelo per augmentar la despesa pública sense que això suposés un augment del dèficit, però Calvo Sotelo es va seguir negant a devaluar la pesseta, perquè ho considerava una decisió "antipatriòtica" – que a més a més, implicava reconèixer la feblesa de la Dictadura-. La seva alternativa va ser emetre un nou emprèstit per valor de 350 milions de pessetes que hauria de ser subscrit per la banca espanyola, confiant, segons Eduardo González Calleja, "que el patriotisme del capitalisme espanyol cobrís l'emissió, però l'emprèstit va fracassar estrepitosament". Davant el fracàs de la seva política monetària, Calvo Sotelo va presentar la seva dimissió el 21 de gener de 1930, només uns dies abans de la dimissió de Primo de Rivera.
L'historiador Eduardo González Calleja fa el següent balanç de l'economia espanyola durant la dictadura de Primo de Rivera:
| « | La Dictadura va ser una de les etapes crucials en el procés de formació de la societat capitalista espanyola, va prolongar actituds anteriors (nacionalisme), va accentuar-ne d'altres (intervencionisme estatal, pràctiques monopolístiques, suport al poder financier) o assajant noves fórmules de foment de la producció i de distribució de la renta (organització corporativa, creació de noves entitats creditícies, retocs al sistema tributari, etc. Va ser una etapa dominada per un fort moviment expansiu de la producció industrial, amb un ritme de creixement del 5,5% anual i una duració de vuit anys, sense precedents des de 1850-1870, tot i que alguns autors conclouen que el ràpid creixement dels vint podria haver estat més gran si no fos perquè l'intervencionisme i el proteccionisme estatals van impedir d'aprofitar plenament el cicle expansiu exterior. Tot i això, tal com adverteix [Francisco] Comín, el proteccionisme, el corporativisme, l'intervencionisme estatal i l'existència d'oligopolis i monopolis resultaven habituals en la Europa entreguerres, tot i que és cert que es van manifestar a Espanya amb una intensitat i unes peculiaritats diferents a les conegudes en d'altres països | » |

### La política social
El 1924 Primo de Rivera va nomenar a Eduard Aunós, antic militant de la Lliga Regionalista, sotssecretari de Treball perquè organitzés el nou sistema corporatiu de relacions laborals —que culminaria amb la creació de l'Organització Corporativa Nacional el novembre de 1926— i perquè desenvolupés una sèrie de mesures socials. Tot i que durant el període del Directori militar ja se'n van promulgar les primeres —entre les quals va destacar el pla de construcció d'habitatges barats— va ser durant el Directori civil quan se'n van adoptar la majoria. El juliol de 1926 es van establir els subsidis per a les famílies nombroses d'obrers i funcionaris, la reglamentació del retir dels treballadors i la regulació del treball a domicili. Al desembre d'aquell any es va aprovar la Llei de descans dominical i a l'any següent es van aprovar mesures contra el treball nocturn de les dones. El 1928 es va decretar l'exempció de l'impost d'utilitats en jornals inferiors a 8,5 pessetes i el març de 1929 es va incloure les dones embarassades a l'assegurança de previsió. Durant aquests anys es va triplicar el nombre de beneficiaris del retir obrer passant d'1.212.633 el 1923 a 4.017.882 el 1930 gràcies al notable increment dels fons de l'Institut Nacional de Previsió —dels 20 milions per a pensions el 1922 se'n va passar a 292 el 1930.

## La caiguda de la Dictadura

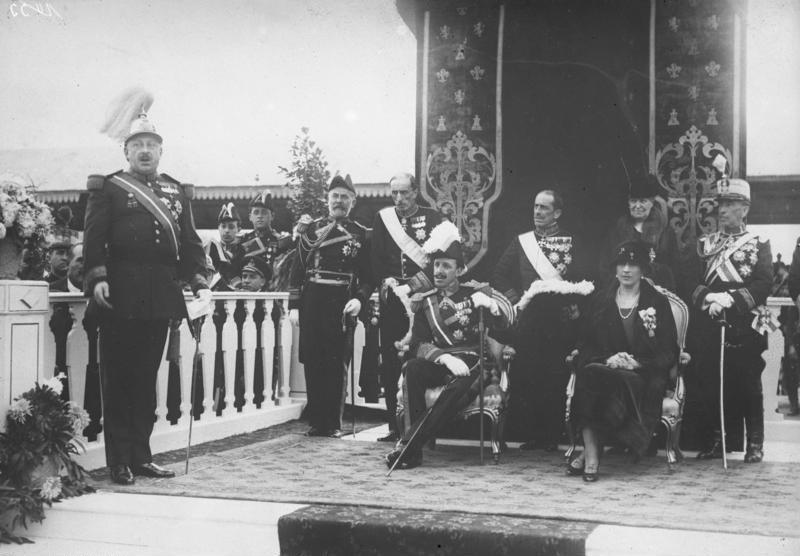
Primo de Rivera pronuncia un discurs davant els monarques espanyols pel 25 aniversari de l'entronització d'Alfonso XIII.

Els sectors socials i polítics que inicialment havien donat el seu suport a la Dictadura l'hi van anar retirant: els nacionalismes perifèrics quan la Dictadura va incomplir la promesa sobre la "descentralització" i va acabar dissolent la Mancomunitat de Catalunya; les organitzacions empresarials descontentes amb les "ingerències" de la UGT a les seves empreses; els sectors intel·lectuals i universitaris que van abandonar la seva "benèvola expectativa", desenganyats amb el seu "regeneracionisme" conservador; diversos grups socials i polítics lliberals que veien com la Dictadura pretenia de perpetuar-se en el poder, i d'aquesta forma incomplir la seva promesa de ser un "règim temporal"; etc. La progressiva pèrdua de suports de la Dictadura, va fer que el rei comencés "a considerar que tal camí la Corona corria algun risc si seguia lligada a la figura del dictador".
Va haver-hi dos intents de cop d'estat per fer fora a Primo de Rivera del poder i retornar al sistema constitucional. El primer va ser conegut com la Sanjuanada perquè estava previst pel 24 de juny de 1926. El segon va ser el gener de 1929 a València i el seu principal impulsor va ser el polític conservador José Sánchez Guerra. En aquest últim intent també van tenir un paper destacat els artillers. Entre els dos cops d'estat fracassats es van produir els anomenats Fets de Prats de Molló, un intent d'invasió d'Espanya des de la Catalunya del Nord dirigit per Francesc Macià i el seu partit Estat Català, i en el qual van col·laborar grups anarcosindicalistes catalans de la CNT-AIT.
Al mateix temps que la Dictadura anava perdent suports, van créixer els grups d'oposició. Entre els membres dels partits turnistes, de la vella política, que es van enfrontar a la Dictadura va destacar el conservador José Sánchez Guerra, qui, tal com havia promès, quan es va convocar l'Assemblea Nacional Consultiva es va exiliar d'Espanya, i més tard va participar en l'intent de cop d'estat de gener de 1929. Altres polítics anirien encara més lluny i es passarien obertament al camp republicà, com Niceto Alcalá-Zamora i Miguel Maura Gamazo, que van fundar la Dreta Liberal Republicana. Per la seva banda, els republicans es van veure reforçats pel nou Grup d'Acció Republicana de Manuel Azaña i van aconseguir la unitat d'acció amb l'"Aliança Republicana", fundada el febrer de 1926, en l'aniversari de la Primera República Espanyola.
Davant la progressiva pèrdua de suports socials i polítics i davant del creixement dels sectors que s'oposaven a la Dictadura, i a on es va afegir un factor personal (s'estava agreujant la diabetis que patia), Primo de Rivera va pretendre reforçar la seva posició davant la Corona i va cercar el suport directe de l'Exèrcit (l'altre pilar on se sustentava el seu poder). Però la resposta dels capitans generals va ser massa tèbia (els havia enviat una carta sol·licitant el seu suport per continuar) per això va presentar la seva dimissió al rei el 28 de gener de 1930, que va ser acceptada a l'acte. "Alfons XIII, que era des de feia sis anys un rei sense Constitució, va nomenar el general Dámaso Berenguer [llavors cap de la casa militar del rei] president del govern amb el propòsit de tornar a la normalitat constitucional".